# Mi ritorna in mente
Mi ritorna in mente è una trasmissione televisiva svizzera andata in onda dal 1995 al 2004 sull'allora TSI.
Si basa su filmati realizzati da dilettanti che raccontano il territorio.
Era una trasmissione di prima serata, ideata e prodotta da Maria Grazia Bonazzetti Pelli e presentata in tutte le sue edizioni da Giuseppe Biaggi detto "Bigio"; è stata più volte segnalata dalla critica televisiva internazionale.
Dal 2006 al 2008 il programma è ritornato durante le vacanze natalizie alle 18:10 con degli ospiti in studio, principalmente personaggi conosciuti nel panorama ticinese.

## Descrizione
Mi ritorna in mente vanta, risalendo a ritroso agli inizi del secolo scorso, un archivio filmico rarissimo fatto di soli "Home movie" (letteralmente: filmati familiari). Riporta testimonianze su usi e costumi del Canton Ticino e dell'Italia settentrionale. In trasmissione, alla proiezione tematica delle più significative immagini spontaneamente inviate dai telespettatori è associata la contestuale narrazione di fatti, luoghi e personaggi da parte degli stessi donatori e di studiosi della cultura e della storia locale.

## Progetto
Il progetto di Mi ritorna in mente che si è sviluppato gradualmente, ma con significativi e costanti dati d'ascolto (con una media del 33,5% qdm.), ha dato luogo nell'arco di un decennio a circa 105 ore di trasmissione. L'archivio storico di "Mi ritorna in mente" appare tra i più estesi nel suo genere in Europa, con circa 800 ore di filmati, tutti salvati dal degrado. Alcuni di questi, riproducenti eventi rarissimi, fanno ora parte in originale del patrimonio conservativo della Cineteca Nazionale Svizzera di Losanna.